# Oczesały
Oczesały – wieś sołecka w Polsce położona w województwie mazowieckim, w powiecie grójeckim, w gminie Belsk Duży.
W latach 1975–1998 miejscowość administracyjnie należała do województwa radomskiego.
W Oczesałach znajdował się dwór, który należał do rodziny Suskich. Został on rozebrany po wojnie przez miejscową ludność, a pozyskane materiały budowlane wykorzystano do wznoszenia zabudowań wiejskich.
W Oczesałach urodził się Stanisław Nowicki, major Wojska Polskiego, kawaler orderu Virtuti Militari V klasy (przyznany za bitwę pod Mokrem w wojnie z bolszewikami w latach 20. XX w.).